# کارستن باومن
کارستن باومن (انگلیسی: Karsten Baumann؛ زادهٔ ۱۴ اکتبر ۱۹۶۹) بازیکن فوتبال اهل آلمان است.
از باشگاه‌هایی که در آن بازی کرده‌است می‌توان به باشگاه فوتبال کلن و باشگاه فوتبال بروسیا دورتموند اشاره کرد.
وی همچنین در تیم‌های ملی فوتبال زیر ۲۳ سال آلمان و زیر ۲۱ سال آلمان بازی کرده‌است.